# Bitter (časopis)
Bitter je turecký společenský měsíčník vycházející od 16. února 2010. Vydavatelem časopisu je All-In Medya pod vedením Fatiha Yüksela. Časopis vychází od září 2018 v Maďarsku, od března 2020 v Rakousku a od listopadu 2020 v České republice. V Maďarsku provozuje i vlastní televizní program pod stejným názvem. Jedná se o první turecký časopis vydávaný i v zahraničí.
Časopis se zaměřuje na společenský život. V Turecku je vydáván od 16. února 2010. Současným šéfredaktorem je Levent Çelikay. Měsíčník pořádá mezinárodní Polo turnaj s názvem Bitter Polo Cup.